# Moussa Mekkioui
 (février 2019).
 (février 2019).
Moussa Mekkioui est un footballeur algérien né le 5 février 1982 à Chlef. Il évoluait au poste de défenseur.

## Biographie
Moussa Mekkioui évolue en Division 1 avec les clubs de l'ASO Chlef, du CR Belouizdad, et de l'USM El Harrach.
Il dispute environ 200 matchs en première division algérienne. Il remporte le titre de champion d'Algérie en 2011 avec l'ASO Chlef, et participe avec cette équipe à la Ligue des champions d'Afrique et à la Coupe de la confédération.

## Palmarès
- Champion d'Algérie en 2011 avec l'ASO Chlef.
- Vice-champion d'Algérie en 2008 avec l'ASO Chlef.
- Vice-champion d'Algérie en 2013 avec l'USM El Harrach.
- Vainqueur de la coupe d'Algérie en 2005 avec l'ASO Chlef.
- Accession en Ligue 1 en 2012 avec le CA Bordj Bou Arreridj.
- Accession en Ligue 1 en 2016 avec l'Olympique de Médéa.